# Белое (озеро, Ульяновская область)
Бе́лое — самоочищающееся озеро в средней части Приволжской возвышенности, на высоком водораздельном плато на высоте 327,7 м. Размеры озера — 1,6 на 1 км. Площадь поверхности — 1,02 км² (по другим данным — 0,96 км²). Глубина достигает 6,5 м, средняя — 3,7 м. ООПТ с 1974 года.

## Расположение
Озеро Белое расположено в 260 км от Ульяновска на территории Николаевского района Ульяновской области. Лежит на водоразделе рек Канадей и Каслей-Кадада. Курорт расположен в 12 км на юг от автомагистрали Москва — Самара — Уфа — Челябинск.

## История
Имеет просадочное происхождение. Образовалось около 250 тысяч лет назад.
До 40-50-х годов XIX века было окружено сплавиной, в наше время сохранившейся на западной стороне озера в болоте Лимбай, затем подверглось частичному осушению. Помещиком Сабуровым воды озера были направлены в реку Кададу с целью обеспечить работу мельницы. В 1911 году в озере были интродуцированы раки.
На протяжении XIX века озеро исследовалось П. Н. Кёппеном, Ф. Ф. Чекалиным, В. И. Смирновым, в XX веке — Б. И. Диксоном и Б. А. Келлером.
В начале 1930-х годов здесь стали строить пионерские лагеря и дома отдыха. На конец 1980-х — начало 1990-х было построено три дома отдыха, один санаторий, 12 пионерских лагерей и баз отдыха, автокемпинг. За летний сезон отдыхают до 30 тысяч человек. Район Белого озера является местом для лечения детей с лёгочными и сердечно-сосудистыми заболеваниями.

## Описание
Вода озера очень прозрачная, имеет светло-голубой цвет. Озеро окружено сосновыми борами.

## Растительность
Водная растительность представлена пузырчаткой средней, кубышкой желтой, кувшинкой снежно-белой, урутью колосистой, элодеей канадской, ряской малой, рдестами — плавающим и широколистным. Насчитывается 34 вида фитопланктона.

## Ихтиофауна
В озере обитают популяции щуки, окуня, вьюна, линя.

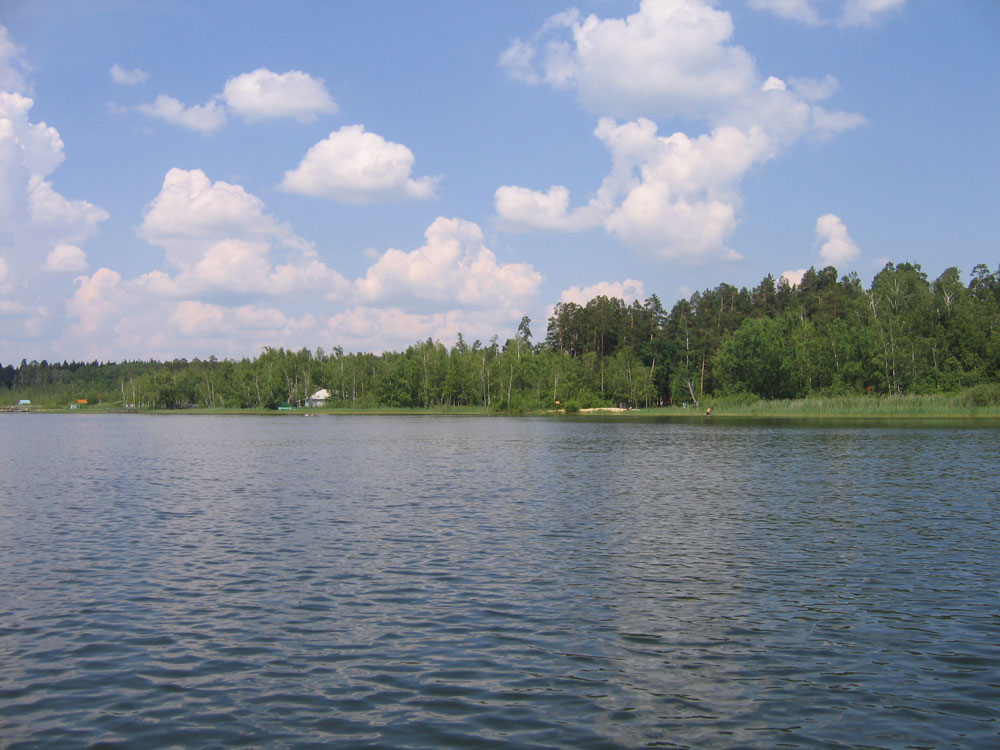
Вид на берег

## Лимбай
Лимбай — болото Белого озера, примыкающее с восточной стороны. Площадь этого болота 0,075 квадратного километра. Торфяная залежь мощностью 2 м сложена сфагновыми и осоково-сфагновыми торфами. Возраст сплавины, определённый по данным спорово-пыльцевого анализа, около 6000 лет, то есть она образовалась в середине Атлантического периода голоцена.
Господствующие растительные сообщества болота Лимбай относятся к тростниково-волосисто-сфагновой ассоциации. В моховом покрове преобладает сфагнум оттопыренный, реже встречаются: сфагнум однобокий, сфагнум магелланский, сфагнум извилистый, сфагнум центральный.

## Экология
В конце 1980-х годов курортная зона стала всё сильнее испытывать на себе отрицательное воздействие антропогенного фактора. Большое количество неочищенных стоков привело к изменению гидрохимического состава воды озера. Появилась водная растительность, началось активное зарастание озера. Прозрачность воды с 3 м уменьшилась до 0,8 м. Наземная растительность вокруг озера начала гибнуть в результате вытаптывания поверхностного слоя почвы.
При сравнении современного описания растительности с описанием Б. А. Келлера, сделанным в начале века, можно проследить существенные изменения в характере растительности: за прошедший период почти полностью исчезла клюква болотная и болотный мирт, менее обильна и более угнетена стала росянка круглолистая. Все эти три вида находятся в Ульяновской области на южной границе распространения, поэтому редки и требуют всемерной охраны.

### 2010 год
В связи с аномальной жарой и неосторожным обращением с огнём в конце июля произошёл пожар. Горели болото Лимбай и большая часть береговой линии. Озеро заметно обмельчало за 2009—2010 гг., вода ушла от берега на 8-10 метров.

## Видео
- Белое озеро с квадрокоптера (4.05.2022)
- Белое озеро с квадрокоптера (9.08.2018)